# Тулинська сільська рада (Троянівський район)
Тулинська сільська рада — колишня адміністративно-територіальна одиниця та орган місцевого самоврядування у Андрушівському, Іванківському (Левківському) і Троянівському районах Волинської округи, Київської та Житомирської областей Української РСР з адміністративним центром у селі Тулин.

## Населені пункти
Сільській раді на час ліквідації були підпорядковані населені пункти:
- с. Тарасівка;
- с. Тулин.

## Населення
Кількість населення ради, станом на 1923 рік, становила 2 038 осіб, кількість дворів — 488.

## Історія та адміністративний устрій
Створена 1923 року в с. Тулин Котелянської волості Житомирського повіту Волинської губернії. 7 березня 1923 року включена до складу новоствореного Андрушівського району Житомирської округи. 27 червня 1925 року передана до складу Левківського (згодом — Іванківський) району Житомирської (згодом — Волинська) округи. Станом на 11 лютого 1928 року у підпорядкуванні значився хутір Леонівка. 3 вересня 1930 року, відповідно до постанови ВУЦВК та РНК УСРР «Про ліквідацію округ та перехід на двоступеневу систему управління» від 2 вересня 1930 року, сільську раду включено до складу Троянівського району Української СРР. На 1 жовтня 1941 року на обліку значився х. Тарасівка. У 1946 році х. Леонівка підпорядковане Розкопано-Могильській сільській раді Житомирського району.
Станом на 1 вересня 1946 року сільська рада входила до складу Троянівського району Житомирської області, на обліку в раді перебували с. Тулин та х. Тарасівка.
Ліквідована 11 серпня 1954 року, відповідно до указу Президії Верховної ради Української РСР «Про укрупнення сільських рад по Житомирській області», територію та населені пункти ради приєднано до складу Ліщинської сільської ради Житомирського району Житомирської області.